# 1756 Giacobini
1756 Giacobini eller 1937 YA är en asteroid i huvudbältet, som upptäcktes den 24 december 1937 av den franske astronomen André Patry vid Niceobservatoriet. Den har fått sitt namn efter den franske astronomen Michel Giacobini.
Asteroiden har en diameter på ungefär 10 kilometer.